# Harriet Brooks
Harriet Brooks (Exeter, 2 luglio 1876 – Montreal, 17 aprile 1933) è stata una fisica canadese.
È ricordata per le sue ricerche sulla radioattività. Ha scoperto il rinculo atomico e la trasmutazione degli elementi nel decadimento radioattivo. Ernest Rutherford, che guidò il suo lavoro di laurea, la considerava per il suo talento paragonabile a Marie Curie. Fu tra i primi a scoprire il radon e a cercare di determinarne la massa atomica.

## Biografia

### Primi anni
Harriet Brooks nacque a Exeter, Ontario, il 2 luglio 1876, da George ed Elizabeth Warden Brooks, terza di nove figli. Suo padre lavorava era mugnaio, e lavorò nel suo mulino finché questo non andò a fuoco, senza essere coperto da assicurazione. Per sostenere la famiglia lavorò come commesso viaggiatore per un'azienda di farina. Durante l'infanzia, Harriet Brooks si trasferì più volte tra il Quebec e l'Ontario con la famiglia. Ad un certo punto, frequentò il Collegiate Institute di Seaforth (Ontario). La famiglia infine si stabilì a Montreal.

### Istruzione universitaria
Harriet Brooks entrò alla McGill University nel 1894, l'unica accanto a sua sorella Elizabeth che avrebbe frequentato l'università, e sei anni dopo la laurea della prima studentessa della McGill. Sebbene Brooks avesse vinto una borsa di studio per gli ultimi due anni della sua laurea, la discriminazione di genere le impedì di ricevere una borsa di studio per i suoi primi due anni. Brooks si laureò con lode in matematica e filosofia naturale nel 1898 e ricevette il premio Anne Molson Memorial per gli eccezionali risultati in matematica.

### Ricerca universitaria
Brooks è stata la prima studentessa laureata in Canada di Sir Ernest Rutherford, sotto il quale ha lavorato subito dopo la laurea. Con Rutherford, studiò elettricità e magnetismo per la laurea magistrale. Nel 1899, ancor prima che la sua tesi fosse completata, il suo lavoro sullo smorzamento delle oscillazioni elettriche fu pubblicato nelle Transactions of the Canadian Section of the Royal Society. Lo stesso anno Brooks ricevette un incarico come tutor non residente presso il neonato Royal Victoria College, il college femminile della McGill University. Nel 1901, divenne la prima donna alla McGill University a ricevere un master.
Dopo la laurea nel 1901, compì una serie di esperimenti per determinare la natura delle emissioni radioattive del torio, che furono alla base dello lo sviluppo della fisica nucleare. Gli articoli di Rutherford e Brooks del 1901 e nel 1902 furono pubblicati su Royal Society Transactions e su Philosophical Magazine.
Nel 1901 Brooks ottenne una borsa di studio per il suo dottorato in fisica al Bryn Mawr College in Pennsylvania, dove vinse la prestigiosa borsa di studio Bryn Mawr European Fellowship. Rutherford fece in modo che Brooks accettasse questa borsa di studio nel suo ex laboratorio presso l'Università di Cambridge, e divenne la prima donna a studiare al Cavendish Laboratory. Nonostante il suo lavoro significativo durante la sua permanenza a Cambridge, il suo supervisore, JJ Thomson, era assobito dalle le proprie ricerche e ignorava i suoi progressi.
Nel 1903 Brooks ritornò alla sua posizione al Royal Victoria College e si unì al gruppo di Rutherford, svolgendo una ricerca che fu pubblicata nel 1904.

### Carriera
Nel 1905 Brooks fu nominata al Barnard College di New York City e per due anni non fece ricerca ma insegnò. Quando nel 1906 si fidanzò con un professore di fisica della Columbia University, la preside del Barnard College, Laura Gil, reagì dicendo "che quando il tuo matrimonio avrà luogo dovrebbe porre fine alla tua relazione ufficiale con il college". Ciò iniziò un acceso scambio di lettere, in cui Brooks affermò che sentiva di avere il dovere sia nei confronti della sua professione che del suo sesso di continuare il suo lavoro anche dopo il matrimonio. Brooks era sostenuto dal capo del dipartimento di fisica di Barnard, Margaret Maltby. Tuttavia, la preside Gil citò gli amministratori del college, che sostenevano che non si potesse essere contemporaneamente una donna sposata e un'accademica di successo. Brooks ruppe il fidanzamento e accettò di rimanere a Barnard.
Nell'estate del 1906 Brooks si trasferì in un ritiro sulle montagne Adirondack gestito da John e Prestonia Martin, due eminenti socialisti fabiani. Attraverso i Martin conobbe l'autore russo Maxim Gorky. Nell'ottobre 1906 Brooks viaggiò con Gorky e un gruppo di altri russi nell'isola italiana di Capri. Durante questo periodo, Brooks incontrò Marie Curie e poco dopo iniziò a lavorare come membro dello staff di Curie presso l'Institut du Radium di Parigi. Sebbene nessuna delle ricerche di Brooks sia stata pubblicata con il suo nome durante questo periodo, i suoi contributi furono considerati preziosi e fu citata in tre articoli contemporanei pubblicati sotto l'egida dell'Istituto Curie. Durante questo periodo, Brooks ottenen una posizione presso l'Università di Manchester. Nella lettera di raccomandazione per la candidatura di Brooks, Rutherford scrisse  "accanto a Mme Curie, è la fisica donna più importante nel dipartimento di radioattività. La signorina Brooks è una lavoratrice originale e attenta con buone capacità sperimentali e sono fiducioso che se incaricata, svolgerebbe un eccellente lavoro di ricerca in fisica".
Tuttavia, Brooks decise di interrompere la sua carriera da fisica per ragioni sconosciute, lasciando spazio a speculazioni. Nel 1992, è stato suggerito che "la provincialità e le convenzioni sociali " l'hanno allontanata dalla fisica, mentre altri hanno sottolineato che aveva incontrato donne accademiche e avrebbe potuto continuare la ricerca, "ma preferiva i piaceri convenzionali".

### Vita personale e morte
Nel 1907, all'età di 31 anni, Brooks sposò un ricco ingegnere della Montreal Power and Water Company ed ex istruttore di fisica della McGill Frank Pitcher e si stabilì a Montreal. Ebbe tre figli. La sua vita ruotava attorno alla vita di casa, organizzando le attività dei domestici. Rimase attiva nelle organizzazioni delle donne universitarie, ma non lavorò più nel campo della fisica.
Sua sorella Elisabetta sposò il fisico Arthur Stewart Eve.
Brooks morì il 17 aprile 1933 a Montreal all'età di 56 anni "di un 'disturbo del sangue'",  presumibilmente leucemia causata dall'esposizione alle radiazioni.
Il necrologio del New York Times del 18 aprile 1933 la accreditò come la "scopritrice del rinculo di un atomo radioattivo".
Rutherford scrisse un elogio sulla rivista Nature.

## Eredità
Negli anni 1980, l'importanza dei contributi di Harriet Brooks alla fisica fu riconosciuta come lavoro fondamentale nel campo della scienza nucleare. Fu la prima persona a dimostrare che la sostanza radioattiva emessa dal torio era un gas con peso molecolare compreso tra 40 e 100, una scoperta cruciale per la determinazione della trasmutazione degli elementi nel decadimento radioattivo.
Nel 2002, 69 anni dopo la sua morte, è stata inserita nella Canadian Science and Engineering Hall of Fame.
I Canadian Nuclear Laboratories hanno considerato la sua ricerca sul radon e sull'attinio pionieristiche e la sua breve carriera di ricercatrice estremamente compiuta. Nel 2016, 110 anni dopo aver terminato la sua carriera, l'Harriet Brooks Building, un laboratorio di ricerca nucleare presso i Chalk River Laboratories, ha preso il suo nome.